# 12352 Jepejacobsen
12352 Jepejacobsen è un asteroide della fascia principale. Scoperto nel 1993, presenta un'orbita caratterizzata da un semiasse maggiore pari a 3,0263574 UA e da un'eccentricità di 0,1174024, inclinata di 15,91749° rispetto all'eclittica.